# Adolphe van Soust de Borckenfeldt
 (février 2018).
Si vous disposez d'ouvrages ou d'articles de référence ou si vous connaissez des sites web de qualité traitant du thème abordé ici, merci de compléter l'article en donnant les références utiles à sa vérifiabilité et en les liant à la section « Notes et références ».
Adolphe Ferdinand Joseph van Soust de Borckenfeldt (Bruxelles, 6 juillet 1824 - Bruxelles, 23 avril 1877) est un écrivain et un historien de l'art belge.

## Vie
Adolphe van Soust de Borckenfeldt, au service du ministère de l'Intérieur de son pays, dirige le musée royal de peintures et de sculptures de la Belgique. Grâce à son travail, il est en contact avec plusieurs artistes de son époque et s'engage plus particulièrement en faveur du peintre Antoine Wiertz.
Il s'engage politiquement au sein du mouvement flamand et s'intéresse donc à un équilibre des forces politiques en Europe après la guerre franco-allemande. Il fait de cet intérêt un des thèmes de ses œuvres, qu'il publie sous le nom de plume de Paul Jane.
Il décède à Bruxelles le 23 avril 1877.

## Œuvres (sélection)
- Adolphe van Soust, Epître à Wiertz, Bruxelles, 1849 (lire en ligne)
- Adolphe van Soust, Étude sur l'état présent de l'Art en Belgique, Bruxelles, Flateau, 1858 (lire en ligne)

- Adolphe van Soust, L'école d'Anvers en 1855, Leipzig, Flateau Verlag, 1859
- Adolphe van Soust, 1870-1871. L'année sanglante, Londres, Trubner, 1872 (lire en ligne)

- Adolphe van Soust, Le Chant lyrique, Londres, Trubner, 1874 (lire en ligne)
- Adolphe van Soust, La Rénovation flamande. Au poète Emmanuel Hiel, Londres, Trubner, 1875 (lire en ligne)